# هيثم فاعور
هيثم موسى فاعور (من مواليد 27 فبراير 1990) هو لاعب كرة قدم لبناني محترف يلعب كلاعب خط وسط لصالح نادي شباب الساحل اللبناني والمنتخب اللبناني،  انضم فاعور إلى العهد في عام 2009 وأصبح أحد لاعبي الفريق الرئيسيين، وفاز بالكرة الذهبية اللبنانية في عام 2015.

## مسيرة الأندية
في 2 أكتوبر 2013 ورد أن هيثم فاعور وقع مع نادي النفط العراقي على عقد إعارة بقيمة 140 ألف دولار،  وبعد لعبه مباراة ودية للنادي، ألغى المدير الانتقالات وصرح بأنه كان يبحث عن «لاعب خط وسط أكثر هجومًا».

## مهنة دولية
جاء ظهور فاعور لأول مرة للمنتخب الوطني في 17 أغسطس 2011 في مباراة ودية ضد سوريا، وخسر بنتيجة 2-3. في ديسمبر 2018 تم استدعائه لتشكيلة كأس آسيا 2019،  ولعب أول مباراتين جماعيتين ضد قطر والمملكة العربية السعودية.

## التكريمات والإنجازات

### النادي
العهد 
- دوري كرة القدم اللبناني: 2009–10، 2010-2011، 2014–15، 2016–17، 2017–18، 2018–19
- كأس الاتحاد اللبناني: 2017-18
- كأس النخبة اللبنانية: 2010، 2011، 2013، 2015
- كأس السوبر اللبنانية: 2011، 2015، 2017، 2018

### فردي
جوائز
- الفائز بالكرة الذهبية اللبنانية: 2014–15 [4]
- فريق دوري كرة القدم اللبناني للموسم: 2016-17 [12]، 2017–18 [13]

## روابط خارجية
- هيثم فاعور على موقع قاعدة بيانات كرة القدم.إي يو (الإنجليزية)
- هيثم فاعور على موقع ناشيونال فوتبول تيمز (الإنجليزية)
- هيثم فاعور على موقع Soccerway.com (الإنجليزية)